# Tal Bachman
Talmage Bachman, detto Tal (Winnipeg, 13 agosto 1968), è un cantautore canadese nipote di Randy e Robbie Bachman.
La sua canzone She's So High è stata la colonna sonora dello spot della Mercedes e di quello della Kinder Bueno.
La sua carriera è iniziata nel 1998 e ha pubblicato 2 album. Molte delle sue canzoni sono state utilizzate come colonna sonora al telefilm Dawson's Creek. Aeroplane è stata inserita nel film American Pie - Band Camp.
Vive a Victoria, nella Columbia Britannica, in Canada.

## Discografia

### Studio
- Tal Bachman (1999)
- Staring Down The Sun (2004)

### Compilation
- Here On Earth (2000)
- Fitmix (2003)
- Rock Of The '90s (2004)
- Forever 90s (2005)

### EP
- She's So High (2000)
- If You Sleep (2000)

## Premi e nomination
Canadian Radio Music Awards (2000)
- Miglior cantante solista - Rock
- Miglior cantante solista - Pop Adult
- Miglior cantante solista - Contemporary Hit Radio

Juno Awards (2000)
- Miglior cantante solista
- Migliore produzione (She's So High)

Nomination
- Best Pop/Adult Album (2000)
- Miglior cantautore (2000)